# Stigmatophora tridens
Stigmatophora tridens là một loài bướm đêm thuộc phân họ Arctiinae, họ Erebidae.